# Requisito funcional
Un requisito funcional define una función del sistema de software o sus componentes. Una función es descrita como un conjunto de entradas, comportamientos y salidas. Los requisitos funcionales pueden ser: cálculos, detalles técnicos, manipulación de datos y otras funcionalidades específicas que se supone, un sistema debe cumplir. Los requisitos de comportamiento para cada requisito funcional se muestran en los casos de uso. Son complementados por los requisitos no funcionales, que se enfocan en cambio en el diseño o la implementación. 
Como se define en la ingeniería de requisitos, los requisitos funcionales establecen los comportamientos del software. 
Típicamente, un analista de requisitos genera requisitos funcionales después de realizar los casos de uso. Sin embargo, esto puede tener excepciones, ya que el desarrollo de software es un proceso iterativo y algunos requisitos son previos al diseño de los casos de uso. Ambos elementos (casos de uso y requisitos) se complementan en un proceso bidireccional. 
Un requisito funcional típico contiene un nombre, un número de serie único y un resumen. Esta información se utiliza para ayudar al lector a entender por qué el requisito es necesario, y para seguir al mismo durante el desarrollo del producto. 
El núcleo de los requisitos yace en la descripción del comportamiento requerido, que debe ser clara y concisa. Este comportamiento puede provenir de reglas organizacionales o del negocio, o ser descubiertas por interacción con usuarios, inversores y otros expertos en la organización. 

## Libros
- Wiegers, Karl E. (2003). Software Requirements 2: Practical techniques for gathering and managing requirements throughout the product development cycle, 2nd ed., Redmond: Microsoft Press. ISBN 0-7356-1879-8. (en inglés)
- Andrew Stellman and Jennifer Greene (2005). Applied Software Project Management. Cambridge, MA: O'Reilly Media. ISBN 0-596-00948-8. (en inglés)
- Ian Sommerville (2006). Software Engineering, 8th ed.. ISBN 0-321-31379-8. (en inglés)
- Pressman, Roger (2002). Ingeniería del Software, un enfoque práctico, Mc-Graw Hill